# Ted Lindsay Award
| Lester B. Pearson Award |  | Ted Lindsay Award |
| Lester B. Pearson Award |  | Ted Lindsay Award |

Ted Lindsay Award, tidigare Lester B. Pearson Award, är ett årligt pris som tilldelas den bäste spelaren i National Hockey League under grundserien. Den bäste spelaren framröstas av medlemmarna i National Hockey League Players' Association (NHLPA), det vill säga spelarna själva.
Priset var uppkallat efter och för att hedra Lester Bowles Pearson, kanadensisk premiärminister 1963–1968 och mottagare av Nobels fredspris 1957. Priset är sedan 2010 uppkallat efter Ted Lindsay, före detta spelare i Detroit Red Wings och Chicago Blackhawks.

## Vinnare

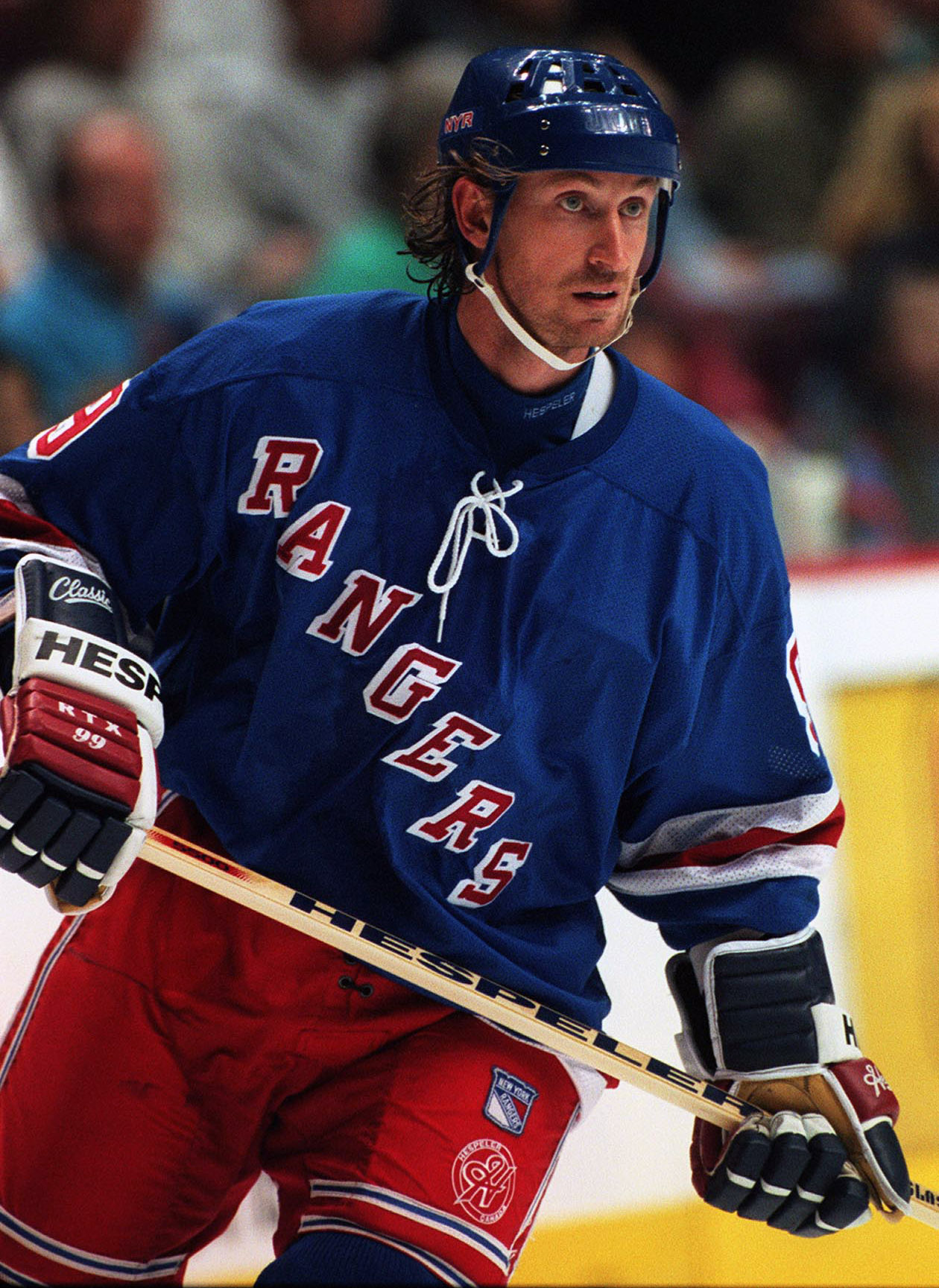
Wayne Gretzky vann Lester B. Pearson Award fem gånger.

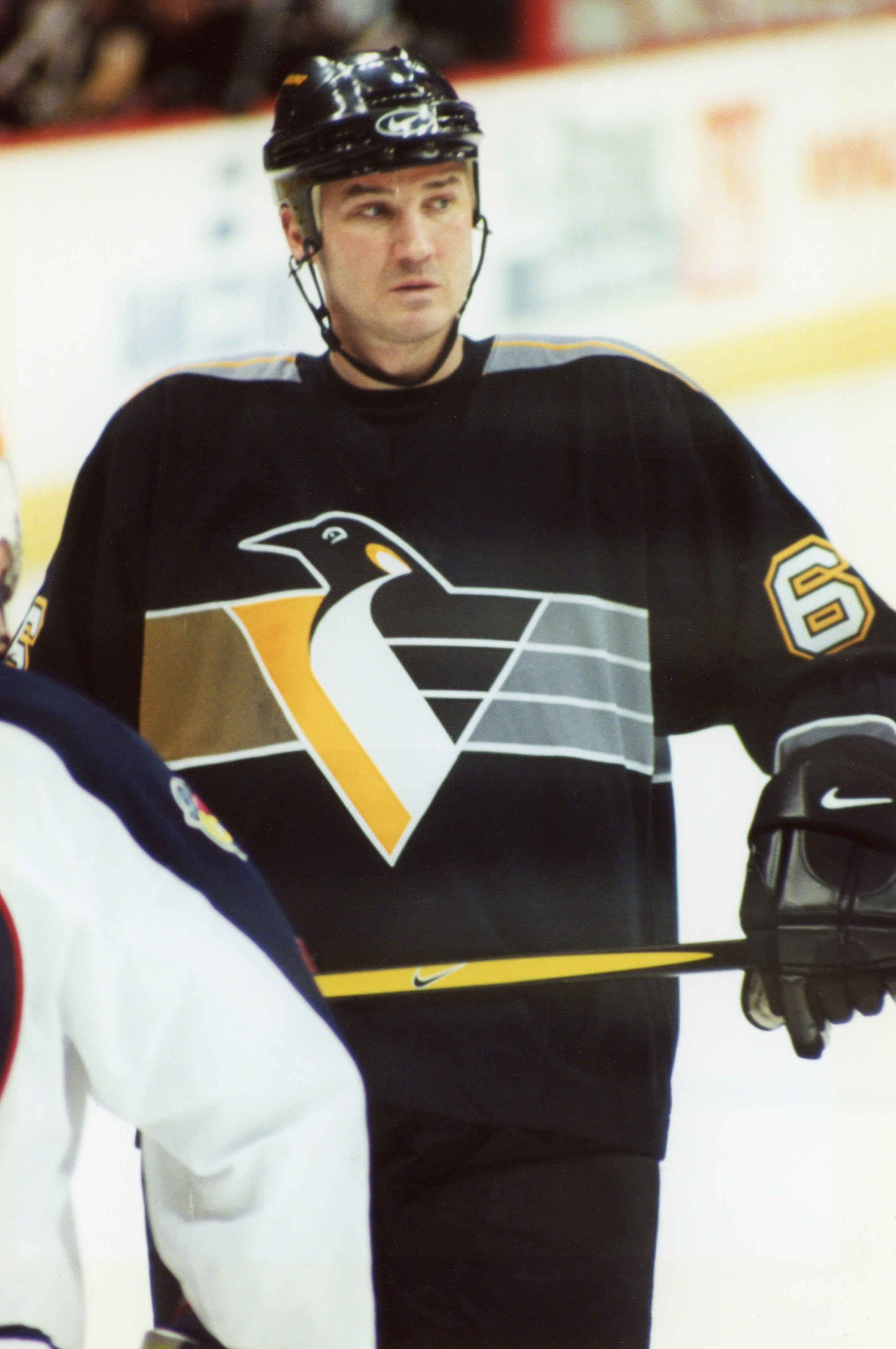
Mario Lemieux vann Lester B. Pearson Award fyra gånger.

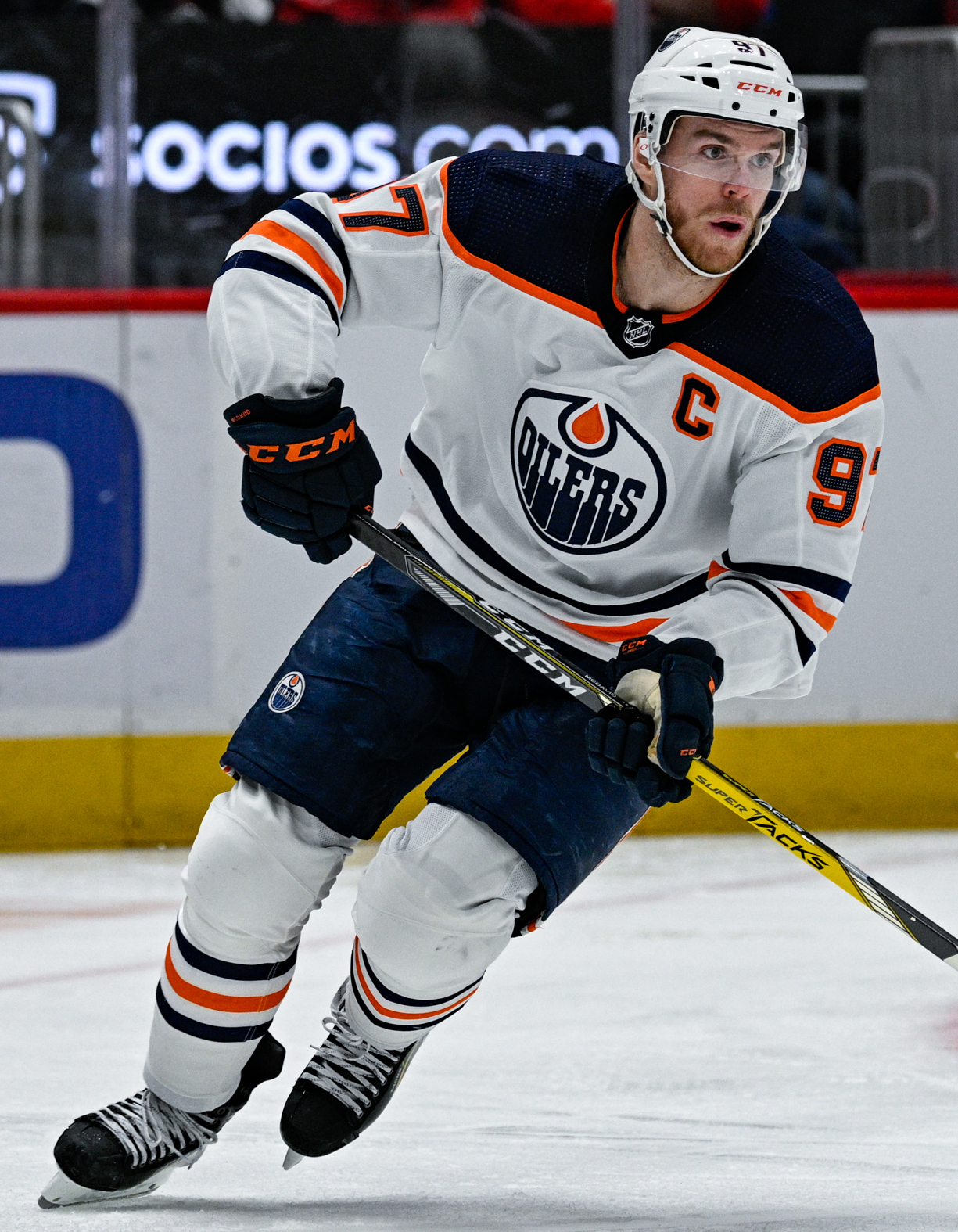
Connor McDavid har vunnit Ted Lindsay Award fyra gånger.

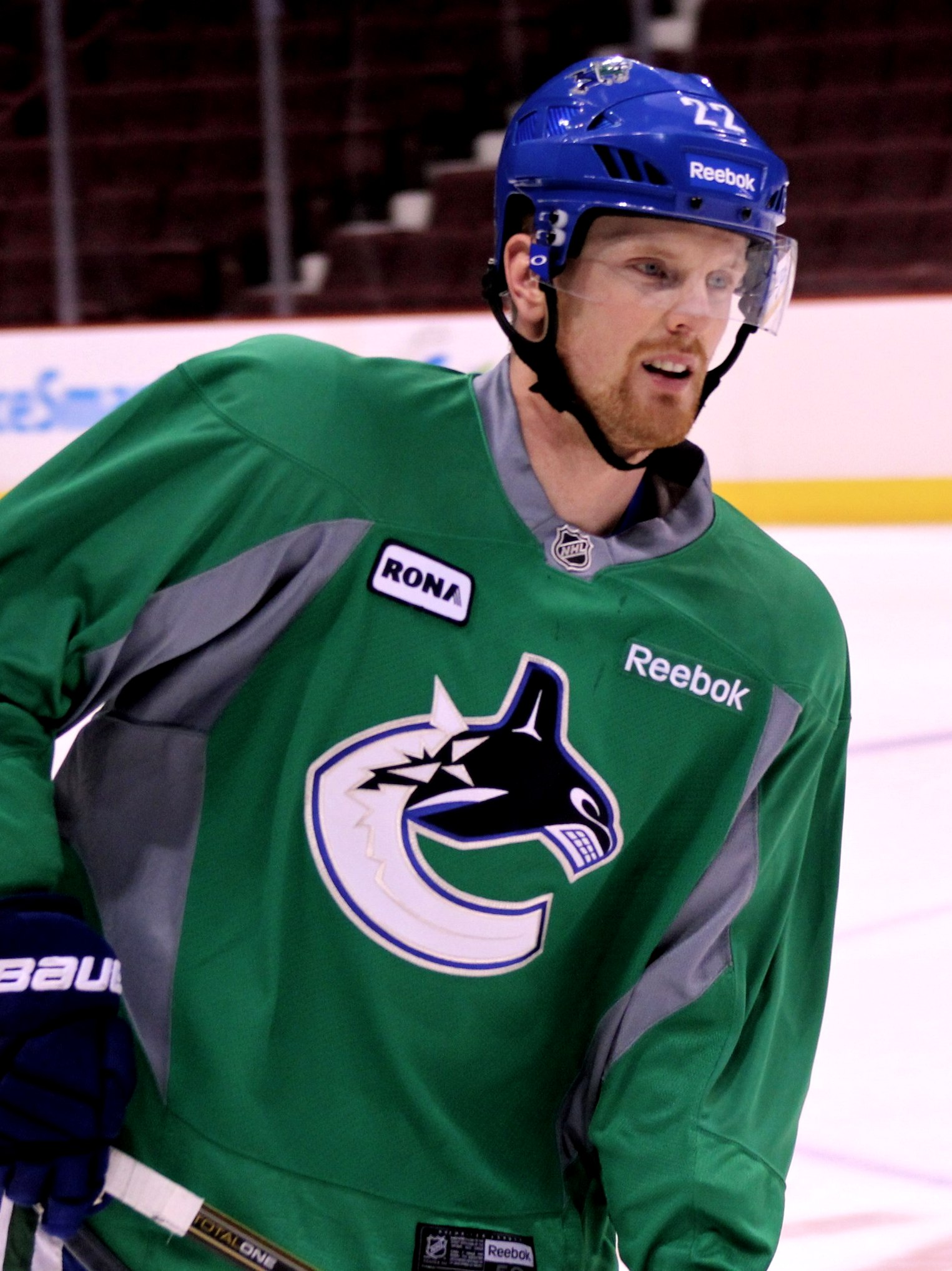
Daniel Sedin är den senaste svensken som har vunnit Ted Lindsay Award.

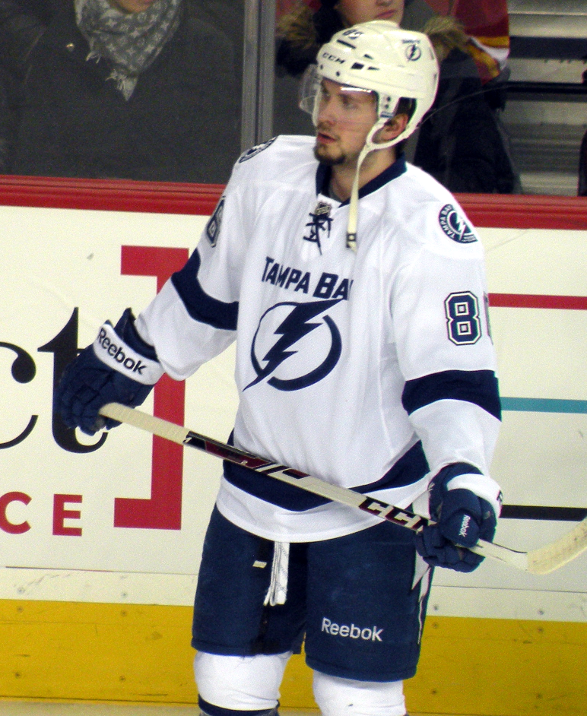
Nikita Kutjerov är den senaste spelaren som har vunnit Ted Lindsay Award.

Källa: 
| Säsong                  | Vinnare                            | Lag                                | Vinster                            |
| ----------------------- | ---------------------------------- | ---------------------------------- | ---------------------------------- |
| Lester B. Pearson Award |                                    |                                    |                                    |
| 1970–1971               | Phil Esposito                      | Boston Bruins                      | 1                                  |
| 1971–1972               | Jean Ratelle                       | New York Rangers                   | 1                                  |
| 1972–1973               | Phil Esposito                      | Boston Bruins                      | 2                                  |
| 1973–1974               | Bobby Clarke                       | Philadelphia Flyers                | 1                                  |
| 1974–1975               | Bobby Orr                          | Boston Bruins                      | 1                                  |
| 1975–1976               | Guy Lafleur                        | Montreal Canadiens                 | 1                                  |
| 1976–1977               | Guy Lafleur                        | Montreal Canadiens                 | 2                                  |
| 1977–1978               | Guy Lafleur                        | Montreal Canadiens                 | 3                                  |
| 1978–1979               | Marcel Dionne                      | Los Angeles Kings                  | 1                                  |
| 1979–1980               | Marcel Dionne                      | Los Angeles Kings                  | 2                                  |
| 1980–1981               | Mike Liut                          | St. Louis Blues                    | 1                                  |
| 1981–1982               | Wayne Gretzky                      | Edmonton Oilers                    | 1                                  |
| 1982–1983               | Wayne Gretzky                      | Edmonton Oilers                    | 2                                  |
| 1983–1984               | Wayne Gretzky                      | Edmonton Oilers                    | 3                                  |
| 1984–1985               | Wayne Gretzky                      | Edmonton Oilers                    | 4                                  |
| 1985–1986               | Mario Lemieux                      | Pittsburgh Penguins                | 1                                  |
| 1986–1987               | Wayne Gretzky                      | Edmonton Oilers                    | 5                                  |
| 1987–1988               | Mario Lemieux                      | Pittsburgh Penguins                | 2                                  |
| 1988–1989               | Steve Yzerman                      | Detroit Red Wings                  | 1                                  |
| 1989–1990               | Mark Messier                       | Edmonton Oilers                    | 1                                  |
| 1990–1991               | Brett Hull                         | St. Louis Blues                    | 1                                  |
| 1991–1992               | Mark Messier                       | New York Rangers                   | 2                                  |
| 1992–1993               | Mario Lemieux                      | Pittsburgh Penguins                | 3                                  |
| 1993–1994               | Sergej Fjodorov                    | Detroit Red Wings                  | 1                                  |
| 1994–1995               | Eric Lindros                       | Philadelphia Flyers                | 1                                  |
| 1995–1996               | Mario Lemieux                      | Pittsburgh Penguins                | 4                                  |
| 1996–1997               | Dominik Hašek                      | Buffalo Sabres                     | 1                                  |
| 1997–1998               | Dominik Hašek                      | Buffalo Sabres                     | 2                                  |
| 1998–1999               | Jaromír Jágr                       | Pittsburgh Penguins                | 1                                  |
| 1999–2000               | Jaromír Jágr                       | Pittsburgh Penguins                | 2                                  |
| 2000–2001               | Joe Sakic                          | Colorado Avalanche                 | 1                                  |
| 2001–2002               | Jarome Iginla                      | Calgary Flames                     | 1                                  |
| 2002–2003               | Markus Näslund                     | Vancouver Canucks                  | 1                                  |
| 2003–2004               | Martin St. Louis                   | Tampa Bay Lightning                | 1                                  |
| 2004–2005               | Ingen vinnare på grund av lockout. | Ingen vinnare på grund av lockout. | Ingen vinnare på grund av lockout. |
| 2005–2006               | Jaromír Jágr                       | New York Rangers                   | 3                                  |
| 2006–2007               | Sidney Crosby                      | Pittsburgh Penguins                | 1                                  |
| 2007–2008               | Aleksandr Ovetjkin                 | Washington Capitals                | 1                                  |
| 2008–2009               | Aleksandr Ovetjkin                 | Washington Capitals                | 2                                  |
| Ted Lindsay Award       |                                    |                                    |                                    |
| 2009–2010               | Aleksandr Ovetjkin                 | Washington Capitals                | 3                                  |
| 2010–2011               | Daniel Sedin                       | Vancouver Canucks                  | 1                                  |
| 2011–2012               | Jevgenij Malkin                    | Pittsburgh Penguins                | 1                                  |
| 2012–2013               | Sidney Crosby                      | Pittsburgh Penguins                | 2                                  |
| 2013–2014               | Sidney Crosby                      | Pittsburgh Penguins                | 3                                  |
| 2014–2015               | Carey Price                        | Montreal Canadiens                 | 1                                  |
| 2015–2016               | Patrick Kane                       | Chicago Blackhawks                 | 1                                  |
| 2016–2017               | Connor McDavid                     | Edmonton Oilers                    | 1                                  |
| 2017–2018               | Connor McDavid                     | Edmonton Oilers                    | 2                                  |
| 2018–2019               | Nikita Kutjerov                    | Tampa Bay Lightning                | 1                                  |
| 2019–2020               | Leon Draisaitl                     | Edmonton Oilers                    | 1                                  |
| 2020–2021               | Connor McDavid                     | Edmonton Oilers                    | 3                                  |
| 2021–2022               | Auston Matthews                    | Toronto Maple Leafs                | 1                                  |
| 2022–2023               | Connor McDavid                     | Edmonton Oilers                    | 4                                  |
| 2023–2024               | Nathan MacKinnon                   | Colorado Avalanche                 | 1                                  |
| 2024–2025               | Nikita Kutjerov                    | Tampa Bay Lightning                | 2                                  |